# Matthew Charlton
Matthew Charlton, född 15 mars 1866 och död 8 december 1948, var en australiensisk politiker.
Charlton var från början gruvarbetare, men gjorde sig bemärkt inom Labour party. Han var under 1920-talet partiets mest framträdande man, och oppositionens ledare inom parlamentet. Han drog sig 1928 tillbaka från politiken.